# Jehuda Lejb Majmon
Jehuda Lejb Majmon (hebr.: יהודה לייב מימון, ang.: Yehuda Leib Maimon, ur. 1875 w Mărculești ob. Mołdawia, zm. 10 lipca 1962) – izraelski działacz polityczny, polityk, w latach 1949–1951 minister spraw religijnych i ofiar wojennych oraz poseł do Knesetu.
Działał w Mizrachi. W pierwszych wyborach parlamentarnych w 1949 po raz pierwszy i jedyny dostał się do izraelskiego parlamentu z listy Zjednoczonego Frontu Religijnego.